# Möhnesee (Schiff)
Die Möhnesee ist ein Passagierschiff, das auf dem Möhnesee im nordrhein-westfälischen Kreis Soest verkehrt. Das Schiff wurde 1996 auf der Lux-Werft in Mondorf unter der Baunummer 141 gebaut. Betreiber ist die Möhneseeschifffahrt GmbH.

## Konstruktion
Die Möhnesee ist ein Katamaran mit zwei Decks und einer Bugklappe zum Ein- und Aussteigen. Eine Besonderheit des Schiffes ist eine Andockvorrichtung am Heck für das Shuttleboot Körbecke. Der Antrieb erfolgt mit zwei MAN-Dieselmotoren mit je 125 kW auf zwei Schottel-Ruderpropellern. Für die Stromversorgung stehen zwei Dieselgeneratoren mit je 100 kVA und ein Notstromaggregat mit 65 kVA zur Verfügung.

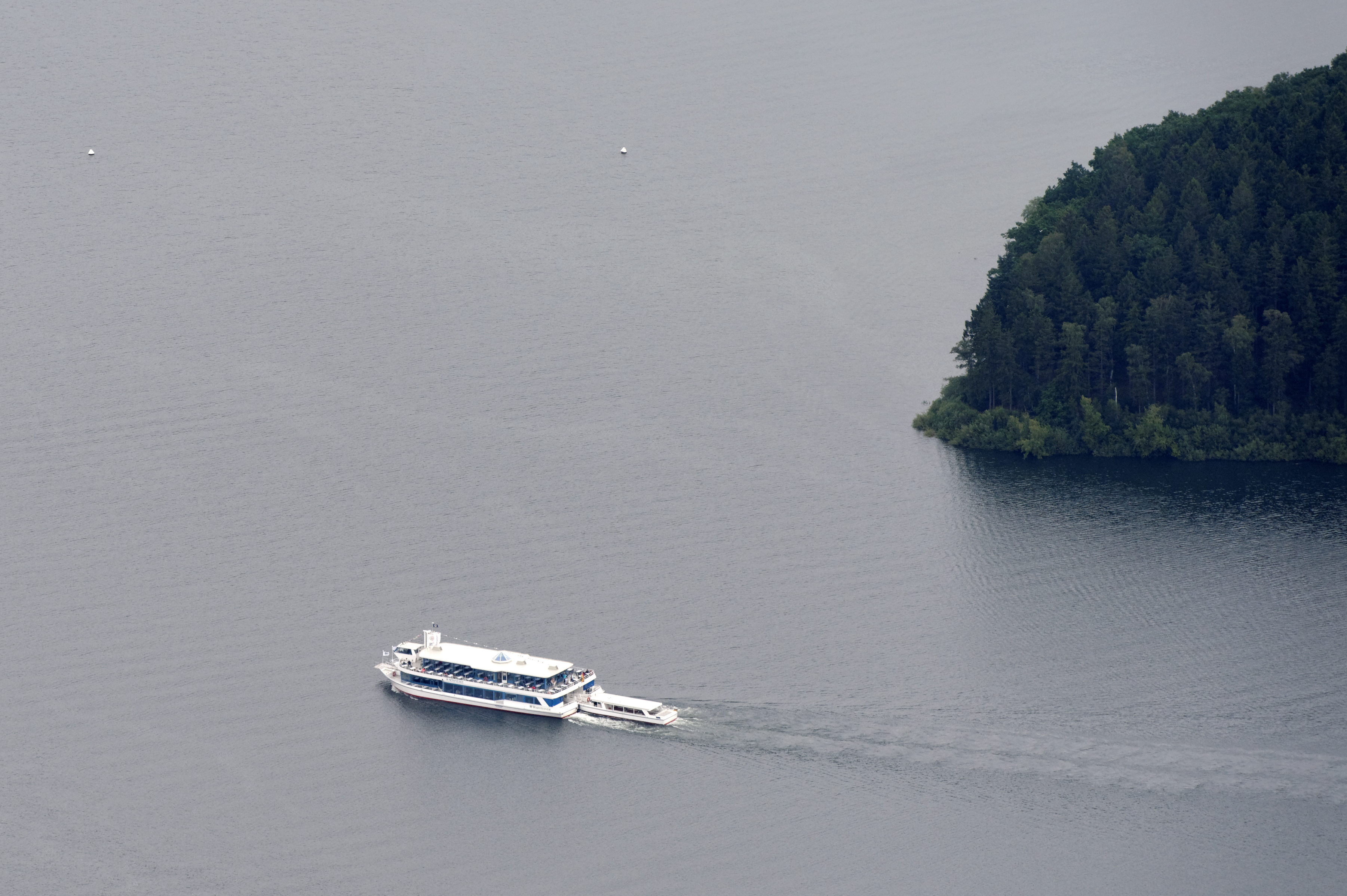
Die Möhnesee mit angedocktem Shuttleboot

Das Shuttleboot Körbecke wurde 1996 ebenfalls auf der Lux-Werft unter der Baunummer 142 für maximal 80 Passagiere gebaut; es ist 20 m lang, 4,80 m breit und hat einen Tiefgang von 0,70 m. Ein Deutz-Dieselmotor Typ BF4M1012 mit 49 kW, der auf einen Schottel-Ruderpropeller SRP 50 wirkt, treibt das Boot an. Der Ein- und Ausstieg erfolgt wie bei der Möhnesee über eine Bugklappe. Da ab einer Füllhöhe der Talsperre von 93 Prozent die Brückendurchfahrtshöhe für die Möhnesee zu gering ist, holt das Shuttleboot die Passagiere in Körbecke ab und bringt sie zum Ausflugsschiff.